# カルソネラ属
カルソネラ属 (Candidatus Carsonella) とは、ガンマプロテオバクテリア綱に属する真正細菌の属の1つである。

## 概要
カルソネラ属は、目と科が未決定のガンマプロテオバクテリア綱の真正細菌である。模式種は2000年に発見されたカルソネラ・ルディアイ (Candidatus C.ruddii) であり、2013年現在、この1種のみが属している。
カルソネラ属は培養に成功していないため、そのような原核生物に与えられる地位である "Candidatus" が頭に付けられており、暫定的な学名である "Carsonella" はイタリック体ではなく立体になっている。

## 生態
カルソネラ属は、キジラミ上科に属するキジラミの菌細胞の細胞質に生息する。元々は腸内細菌を起源とすると考えられているが、キジラミの体内に侵入した後は、約2億年間もキジラミの親から子への垂直感染のみによって受け継がれてきたと考えられている。
カルソネラ属のカルソネラ・ルディアイは、極端にゲノムサイズが小さい。また、他のゲノムサイズが短い生物と比較しても格段に短い。生命維持に必須の遺伝子の多くも欠けているため、キジラミの菌細胞の外では生存することが出来ない偏性細胞内寄生体であり、生物というよりは細胞小器官に近い生態を持つ。しかし、ルディアイは共生するキジラミが食物とする篩管液には存在しない必須アミノ酸を合成する遺伝子を持ち、ルディアイを欠くキジラミは繁殖することが出来ないと考えられている。